# Tassiloquelle
Die Tassiloquelle ist eine denkmalgeschützte Jod-Sole-Quelle am Rande des Kurparks Bad Hall in Oberösterreich. Sie liegt bereits auf dem Gemeindegebiet von Pfarrkirchen bei Bad Hall. Der Quellaustritt befindet sich unmittelbar östlich des Sulzbaches, der hier die Grenze zwischen Pfarrkirchen und Bad Hall bildet. Die Quelle zählt dort zu den Hauptquellen und ist eine der stärksten Jod-Sole-Quellen in Mitteleuropa. Gleichzeitig gilt sie als die älteste Quelle ihrer Art in der Region am Sulzbach, da sie seit ältester Zeit als Salzquelle bekannt ist. Das Wasser der Quelle wurde zur Salzgewinnung verwendet und dient heute noch der Behandlung von Hautkrankheiten.
Ihren Namen verdankt die Quelle dem bayerischen Herzog Tassilo III., der die Quelle dem Stift Kremsmünster schenkte.

## Geologie
Die frei ausfließende Kluftquelle entspringt im Sulzbachtal zwischen Bad Hall und Pfarrkirchen.
Die Umgebung von Bad Hall liegt im Bereich des Südrandes des oberösterreichischen Anteils des subalpinen Molassetroges. Hier befindet sich der Grenzbereich zur nördlichen Flyschzone der Alpen. Die Füllung des Sedimenttroges erfolgte im Tertiär (Eozän bis Pliozän). Infolge der verstärkten Heraushebung der Alpen, besonders im Miozän und Oligozän, senkte sich gleichzeitig das Molassebecken ein. Die tektonischen Bewegungen erreichten an der Wende Miozän/Oligozän ihren Höhepunkt und führten zu einer intensiven Verschuppung und Aufrichtung der Gesteinsschichten im Raum Bad Hall, einhergehend mit zahlreichen Schichtverdopplungen insbesondere in der oligozänen Puchkirchen-Serie.
Geophysikalische Untersuchungen und die Erkenntnisse aus der Tiefbohrung Bad Hall 1 ergaben, dass die Gesamtmächtigkeit der tertiären Schichtfolge 1,8 bis 2 Kilometer beträgt. Die tertiären Schichten werden hier von Oberkreide-Sedimenten und Gneisen der Böhmischen Masse unterlagert.
Die tertiäre Sedimentation begann im Raum Bad Hall im oberen Eozän (vor 38 Mio. Jahren) mit Sandsteinen, die in einer lakustrinen bis limnischen Fazies abgelagert wurden. Im darauf folgenden Oligozän wurden zunehmend marine Sedimente abgelagert. Grobsandschüttungen aus dem Bereich der Böhmischen Masse wechsellagern mit Schliermergeln (Untere und Obere Puchkirchen-Serie).
Die Sedimente der Puchkirchen-Serie sind hydrogeologisch bedeutsam, da sie den Speicher für das Jodwasser und einen wichtigen Grundwasserleiter in dieser Region darstellen. Die Gesteine der Oberen Puchkirchen-Serie sind im Raum Bad Hall im oberen Oligozän bis unterem Miozän intensiv tektonisch beansprucht worden und mehrfach überschoben, so dass sich eine 1200 m mächtige Schuppenzone ausgebildet hat. Im Bereich Bad Hall folgen auf die Sedimente der Puchkirchen-Serie die diskordant abgelagerten marinen, zum Teil sandigen Tonmergel (Schlier) der Haller Serie (Miozän, Burdigalium).
In einer Störung, die als Zehrmühlenlinie bezeichnet wird, grenzen allochthone tertiäre Sedimente an das nach Norden einfallende autochthone Oligozän. Die Zehrmühlenlinie ist die tektonische Hauptlinie dieses Gebietes. Sie reicht im Alpenvorland bis nach Ybbs im Osten und zum Kremstal im Westen.
In den Sedimenten südlich der Zehrmühlenlinie lassen sich kaum Anzeichen einer Jodwasserführung entdecken. Dagegen sind die tertiären Sedimente nördlich der Zehrmühlenlinie als bedeutend für die Jodwasservorkommen anzusehen. Dort bieten mächtige Sandsteinlagen in Kombination mit abdichtenden tonigen Zwischenlagen gute Möglichkeiten zur Anreicherung von Jod-Salz-Wasser. Durch zahlreiche Brüche entstanden in den Sedimenten in relativ geringer Tiefe voneinander isolierte Jodwasser-Kompartimente.

## Wasser
Die Jod-Sole-Wässer, die die Tassiloquelle speisen, sind genetisch als Tiefengrundwässer (Formationswässer) der Molassesedimente der Puchkirchen-Gruppe und Haller Basisschichten anzusehen.
Die Iodide und Bromide werden aus der Zersetzung der organischen Substanz hergeleitet, die sich ehemals fein verteilt im meerwassergesättigten Sediment befunden hat. Stratigrafische und hydrochemische Untersuchungen sowie Isotopenanalysen ergaben ein maximales Bildungsalter der Bad Haller Jodwässer von 32 Mio. Jahren.

### Inhaltsstoffe
Das Mineralwasser wird hydrochemisch als jodhaltiges Natriumchlorid-Wasser klassifiziert. Die Gesamtmineralisation der Tassiloquelle beträgt 13,6 bis 14,6 g/l. Bei radiometrischen Untersuchungen sind in der Tassiloquelle geringste Spuren von Radon, Radium, Uran und Thorium nachgewiesen worden.
| Kationen         | mg/l    | Anionen             | mg/l     |
| ---------------- | ------- | ------------------- | -------- |
| Natrium + Kalium | 7.141,3 | Chlorid             | 11.574,2 |
| Magnesium        | 121,2   | Iodid               | 44,6     |
| Calcium          | 202,9   | Bromid              | 126,5    |
| Ammonium         | 27,2    | Hydrogencarbonat    | 278,6    |
| Eisen            | 5,1     | Sulfat              | 1,2      |
|                  |         | Nitrat              | 0,8      |
|                  |         | Freies Kohlendioxid | 32,2     |

### Verwendung und Wirkung
Das Jod-Sole-Wasser wird aufgrund unterschiedlicher Wirkungsarten für verschiedene Krankheiten angewendet. Bei einer Badeanwendung, einer Inhalation bzw. einer Trinkkur wirkt das Wasser auf den gesamten Organismus.
Bei der Wirkung der Jod-Sole wird zwischen äußerer und innerer Anwendung unterschieden. Bei äußerer Anwendung wird die Haut bei längerem Kontakt mit dem Wasser gereizt, wobei sie leicht gerötet wird; es wird von einem Gefühl von Prickeln berichtet, das durch die durchblutungssteigernde Wirkung des Wassers hervorgerufen wird. Die primäre Reizung der Haut übt darüber hinaus eine Wirkung auf andere Organe aus, da die mineralischen Bestandteile über die Haut in den menschlichen Organismus aufgenommen werden. Das gesamte Gefäß-, Drüsen- und Nervensystem wird angeregt.
Mit der innerlichen Anwendung wird die Magenschleimhaut gereizt, wodurch die Auflösung schwerverdaulicher Stoffe unterstützt wird. Auch der Appetit kann dadurch angeregt werden.
Bei einer gleichzeitigen inneren und äußeren Anwendung kann aufgrund der abführenden und reinigenden Wirkung des Wassers das Verdauungssystem in Gang gesetzt werden. Bei dieser Art der Anwendung kann eine leichte Schweißbildung bei den behandelten Personen festgestellt werden. Das Wasser wurde oftmals auch zur Heilung der rein hypertrophischen Schilddrüse und des lymphatischen Kropfes eingesetzt.
Heute wird das Jod-Sole-Wasser unter anderem zur Behandlung von Erkrankungen wie Bluthochdruck, arteriosklerotische Gefäßveränderungen, bestimmte Hauterkrankungen, Jodmangelerscheinungen, verschiedene Augenerkrankungen, chronische Venenerkrankungen, chronische Bronchitis und Erkrankungen des Stütz- und Bewegungsapparates angewendet.
Besonders in der Augenheilkunde wird die Jodsole von Bad Hall seit 1864 mit großem Erfolg eingesetzt. Im ortsansässigen Jodforschungsinstitut wurde 1957 ein spezielles Verfahren zur Behandlung der exzematösen Konjunktivitis die Augeniontophorese entwickelt.

## Geschichte
Bereits den Kelten war die damalige Salzquelle im Sulzbachtal bekannt. Ungefähr 400 v. Chr. wurde den umliegenden Salzquellen die Bezeichnung hal durch die Träger der Hallstattkultur verliehen. Der wahrscheinlich keltische Begriff Hal bedeutet Salz. Im Jahre 1854 wurde eine Bronzemünze aus der Zeit des römischen Kaisers Antoninus Pius (138–161 n. Chr.) entdeckt. Daher kann auf eine Nutzung des Quellwassers zu der Zeit geschlossen werden.
Erstmals urkundlich erwähnt wurde die Salzquelle im Zuge einer Schenkung des Bayernherzogs Tassilo III. an die Benediktinermönche vom Stift Kremsmünster im Jahre 777. Um eine Nutzung der Quellen zu ermöglichen, veranlassten die Benediktinermönche systematische Rodungen in diesem Bereich. Im 14. Jahrhundert wurde die Quelle als Bad in Pfarrkirchen bei Hall urkundlich erwähnt.

### Erschließung
Die älteste bekannte Jodquelle von Bad Hall ist die Gunther-Quelle in der Erosionsfurche des Fernbachs, die sich 1,7 Kilometer ostnordöstlich der Tassiloquelle befindet. Bereits in der Frühzeit der Landesbesiedelung wurde sie zur Salzgewinnung verwendet. Ein altes Stollensystem wird als Beweis für eine mehrere Jahrhunderte zurückreichende Nutzung der Quelle genannt. Da jedoch Süßwasser in diese Quelle eintritt, besitzt sie eine zu geringe Wirkstoffkonzentration unter anderem von Jod, um zur Heilung von Krankheiten und sonstigen Gebrechen eingesetzt zu werden. Der Gesamtfeststoffgehalt liegt bei 2,86 g/l, der Jodgehalt bei 4,44 mg/l.
Maßgeblich verantwortlich für die Entwicklung des Markts Hall zum Kurort ist jedoch die in der Schenkungsurkunde von Tassilo III. an das Stift Kremsmünster genannte Tassiloquelle. Sie hat einen Gesamtfeststoffgehalt von 13,6 bis 15 g/l und einen Jodgehalt von 26 bis 33 mg/l.
In den Jahren von 1847 bis 1848, 1853 und 1855 wurde der Quellschacht der Tassiloquelle auf etwa 15 Meter vertieft. Von der Sohle des Schachtes legte man durch Bohrungen ein sternförmiges System von rund zehn Meter langen Bahnen an, die mit quer verlaufenden Bahnen verknüpft sind. Durch dieses Stollensystem konnten die einzelnen Spaltquellen zu einer einzigen verbunden werden.
Trotz dieser Maßnahmen war es bereits in der zweiten Hälfte des 19. Jahrhunderts nicht möglich, den Bedarf an Jodwasser zu decken. Daher wurden von 1893 bis 1928 weitere 13 Bohrungen durchgeführt. Aufgrund der Annahme, dass zwischen der Tassilo- und der Guntherquelle eine Hauptspaltenquelle verläuft, setzte man auf ein Bohrprogramm im Bereich der Verbindungslinie zwischen den beiden Quellen. Auch die Nähe zu den Wasserleitungen und Reservoiren war ein Grund für dieses Bohrprogramm. Im Guntherfeld genannten Hauptbohrfeld im Haller Schlier wurden von 1892 bis 1922 nah beieinander sieben Bohrungen zwischen 160 und 290 Meter Tiefe durchgeführt, die jedoch kaum zusätzliches Jodwasser zu Tage förderten. Von diesen Bohrungen blieb lediglich die sogenannte Valeriequelle übrig, die später zur Trinkwassergewinnung genutzt wurde.
Im Jahre 1923 wurde die bislang tiefste Jodwasserbohrung Bad Halls mit einer Tiefe von 575,6 Metern im Kurpark durchgeführt. Obwohl diese Quelle anfangs noch sehr ergiebig zu sein schien, sank die Wasserbringung mit der Zeit auf ein Zehntel des Anfangswertes. Die Förderung wurde daher mit Beginn der 1940er Jahre eingestellt.
Weiträumige Bohrarbeiten fanden 1941 und 1942 statt. Mit der sogenannten Feyregger Tiefbohrung erschloss man zum ersten Mal eine Quelle, bei der das Wasser durch Methangas hochgetrieben wurde und so selbstständig an die Oberfläche gelangte. Diese Bohrung ermöglichte eine konstante Förderung des Jodwassers.
Im darauffolgenden Jahr wollte man in Möderndorf durch eine betriebseigene Bohranlage eine weitere Quelle erschließen. Durch den Zweiten Weltkrieg wurde diese Bohrung verhindert, man konnte sie erst 1948 mit geänderten Bedingungen mit einer Tiefe von 423 Metern durchführen.
Von 1949 bis 1950 führte die Rohölgewinnungs-AG im Auftrag der Geologischen Bundesanstalt Schürfbohrungen für die Jodwasserproduktion durch. Zwei weitere Bohrungen gab es 1952 durch die Landeskuranstalten im Sulzbachtal.

### Nutzung
Ursprünglich wurde die Quelle zur Salzgewinnung verwendet. Im 17. Jahrhundert sah jedoch Gmundens Salzamt, welches das staatliche Salzmonopol innehatte, in Bad Hall eine Konkurrenz bei der Salzgewinnung. Folglich musste die Salzgewinnung in Bad Hall eingestellt werden. Zusätzlich wurde das Wasser aufgrund der hohen Salzkonzentration häufig zum Kochen eingesetzt. Als sich das Wissen der kropfheilenden Wirkung unter der einheimischen Bevölkerung verbreitete, soll das Wasser auch hierfür verwendet worden sein.
In seinem 1777 erschienenen Werk Gesundbrunnen der österreichischen Monarchie wies Heinrich Johann Nepomuk von Crantz auf die heilende Kraft der Salzquelle hin. Crantz lobte vor allem die positive Wirkung des Mineralwassers in Bezug auf Krankheiten, die mit Kröpfen einhergingen. In Versuchen mit Soldaten wies er diese Wirkung nach und zugleich darauf hin, dass dieses Wasser nicht nur zum Trinken, sondern auch zum Baden eingesetzt werden kann. Wegen der heilenden Wirkung des jodhaltigen Wassers gegen Krätze, Knochen- und Gelenkentzündungen, Kröpfe, Ausschläge und Drüsenkrankheiten wurde es oftmals als „Kropfwasser“ bezeichnet.

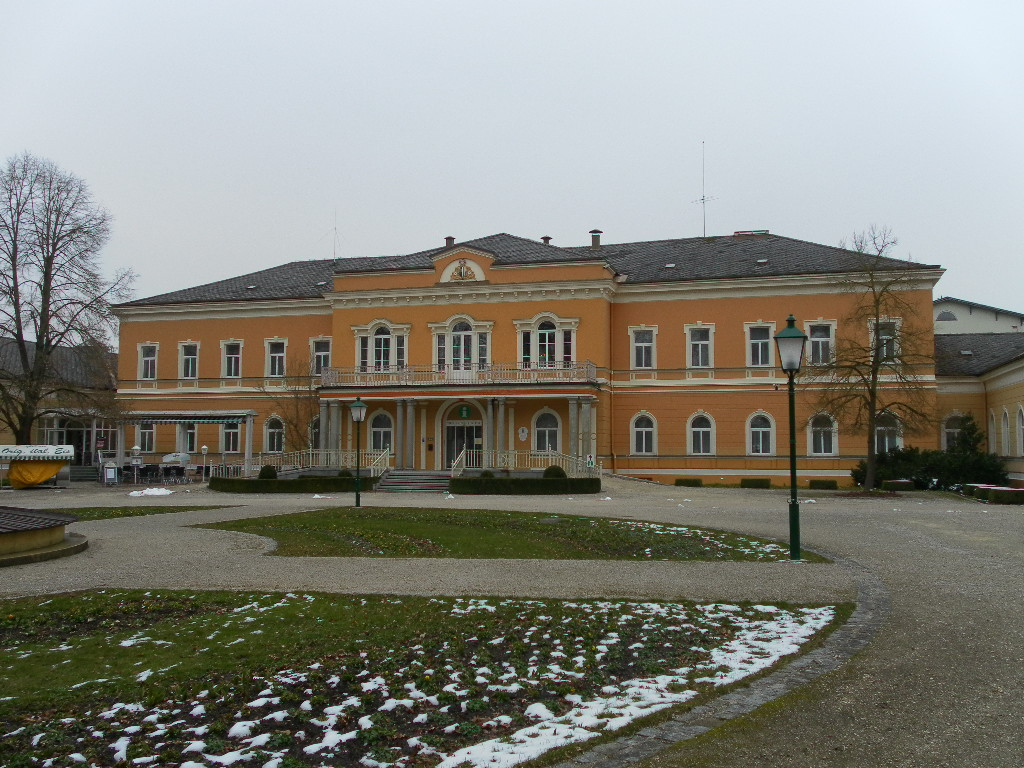
Altes Badehaus in Bad Hall, Oberösterreich. Erstes zentrales Badehaus des Heilbades 1853–1855.

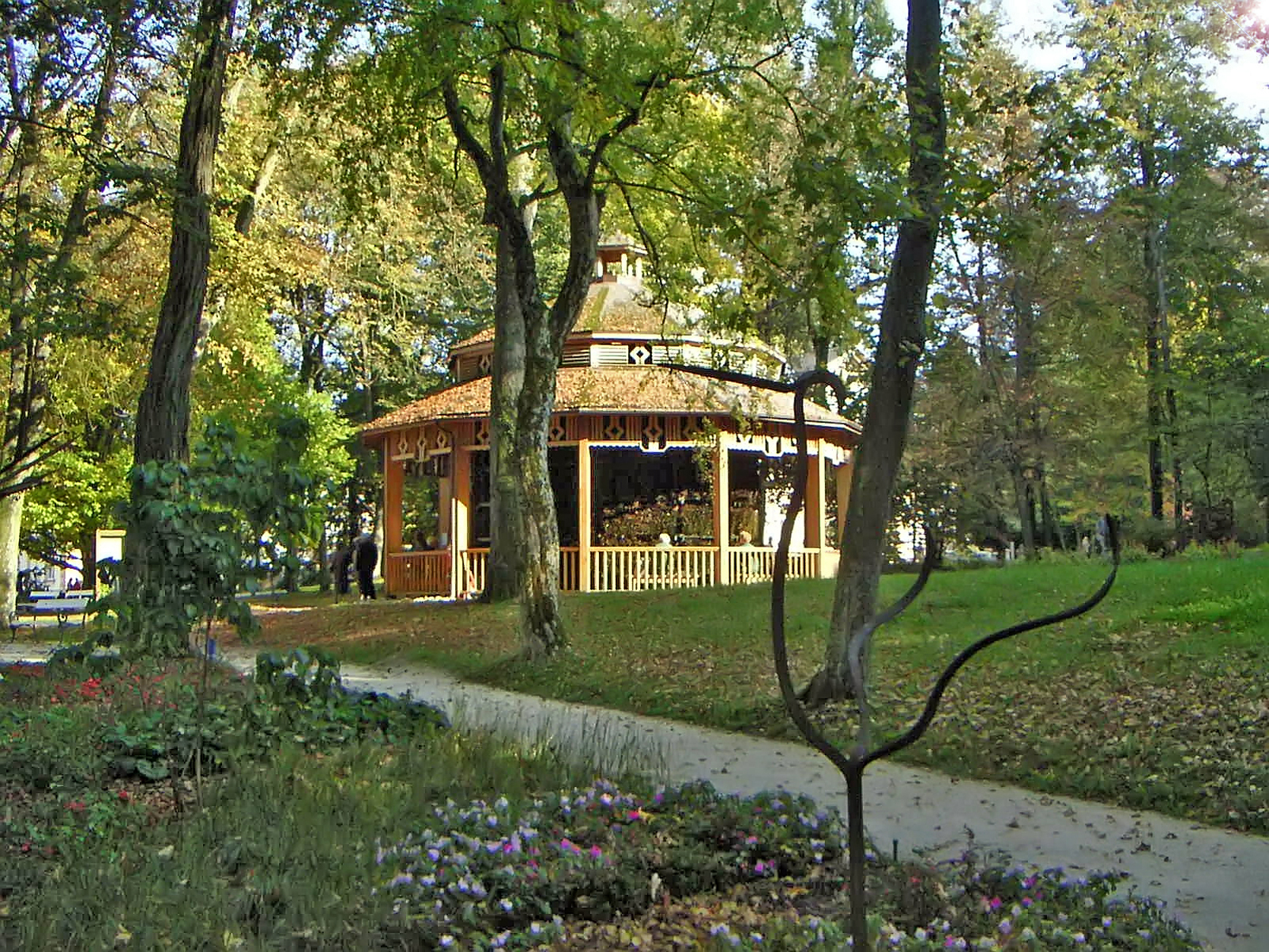
Bad Hall, Kurpark, Tassilo-Gradiergrotte (2005)

Da es jedermann gestattet war, ungehindert aus der Quelle zu schöpfen, und keine Vorkehrungen gegen Verunreinigungen getroffen wurden, kam das Wasser zu Beginn des 19. Jahrhunderts etwas in Verruf. So machte sich unter anderem der Vorwurf unter der Bevölkerung breit, dass nach längerem Gebrauch der Körper abmagere und das gute Aussehen und die Fülle desselben verloren gehe. Daher wurde die willkürliche Verwendung der Salzquelle im Jahre 1838 durch den Badearzt Josef Starzengruber von der Landesregierung durch eine Badeordnung eingeschränkt. Im Jahre 1852 übergab Kaiser Franz Joseph die Nutzung der Quelle offiziell dem Land. Im Anschluss daran erfolgte auf einer Terrassenhochfläche über dem Sulzbach der Bau des 1855 eröffneten Kurhauses. Somit entstand im Markt ein eigener Kurrayon. Im Jahre 1888 konnten die Kurgäste bereits zehn Gasthäuser, sechs Hotels, zwei Kaffeehäuser und drei Konditoreien in Anspruch nehmen. Im Süden sowie im Osten des Marktes wurde ein weitläufiger Park mit exotischen Bäumen und Aussichtspunkten angelegt. Berühmte Gäste aus der gesamten Monarchie, wie zum Beispiel Franz Grillparzer, Theophil von Hansen, Josef Kainz, Gustav Mahler und Ludwig Anzengruber, erhöhten die Popularität des Kurortes.
Nach dem Bau des Kurhauses wurde die Tassiloquelle überbaut und als Schutz gegen Unwetter eine Trink- und Wandelhalle errichtet, die im Jahre 1931 der Architekt Clemens Holzmeister erneuerte und erweiterte. In den Jahren 1910 und 1926 hatte der Kurbetrieb von Bad Hall seine Höhepunkte. Durch die Weltwirtschaftskrise im Jahre 1929 gab es einen Abschwung; erst nach dem Zweiten Weltkrieg kam der Kurbetrieb wieder zur Blüte.
Die jodhaltige Sole wird in Bad Hall für Bade- und Trinkkuren balneologisch verwendet. Seit langem wird in Bad Hall das Heilwasser zur Behandlung von Schilddrüsen- und Stoffwechselkrankheiten sowie Erkrankungen der Atmungsorgane, des Muskel- und Gefäßsystems, des Herzens sowie des vegetativen Nervensystems angewandt.

### Eurotherme Bad Hall
Die Eurotherme Bad Hall (auch Tassilotherme) in Bad Hall ist eines von vier Thermalbädern Oberösterreichs und bietet der Öffentlichkeit als einzige Jodsole-Therme in Österreich Zugang zu den Jod-Sole-Quellen.
In der Nähe der Therme wurde ein Therapiezentrum errichtet, wo zahlreiche Therapieformen mit Jod wie Trinkkuren, Spezialbäder, Inhalationen bis hin zu Bewegungstherapien in Jodsole angeboten werden.

### Quelltempel

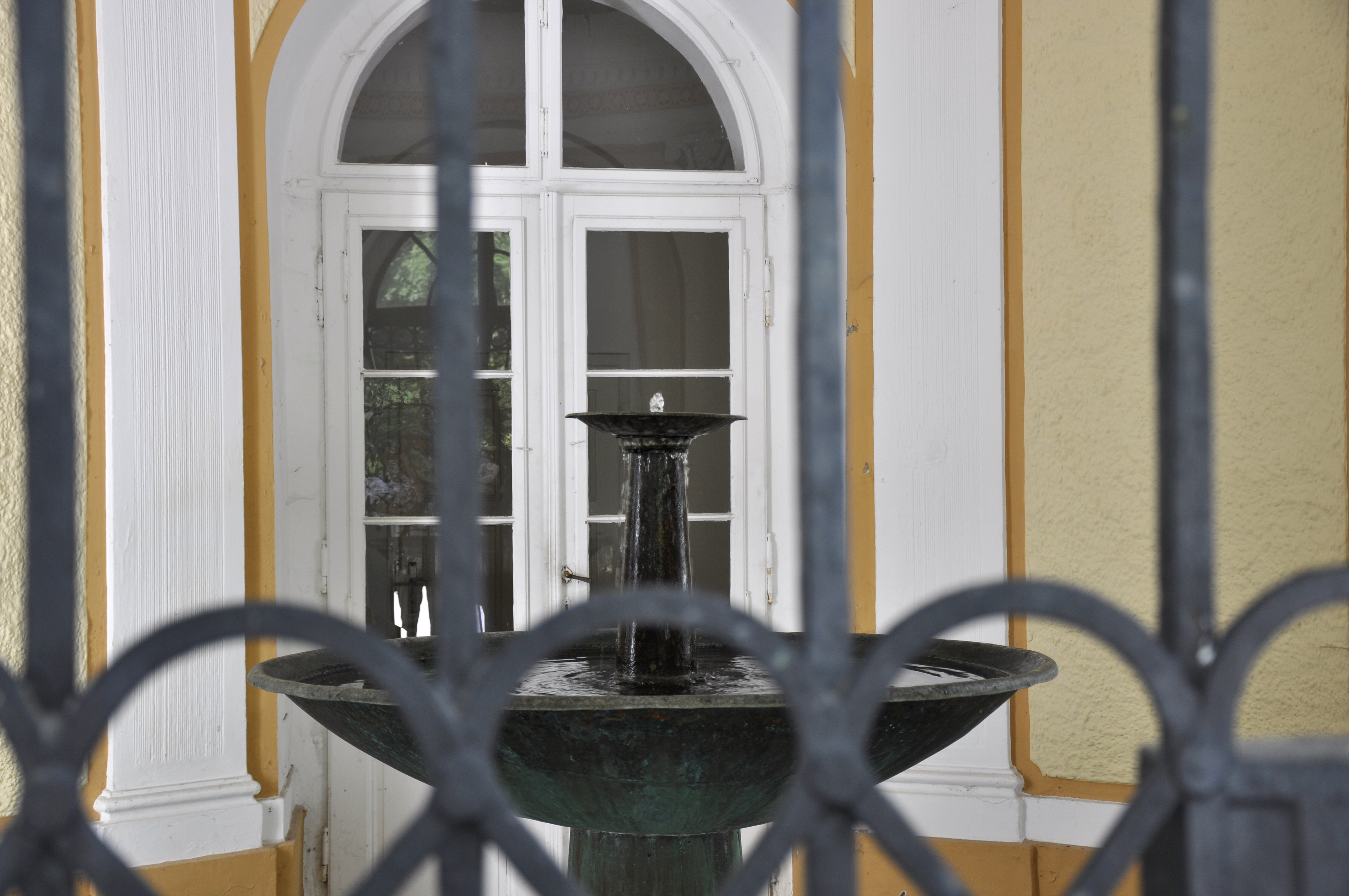
Quellbrunnen innerhalb des Quelltempels

Der Tassiloquelltempel wurde von dem Baumeister Joseph Baumgartner oberhalb der Tassiloquelle errichtet. Der Tempel wurde 1841 von einer Wiener Kauffrau als Dank für die Heilung der Tochter gestiftet. Die Form dieser Trinkhalle gleicht der eines frühhistoristischen Rundtempels mit angesetztem Rechteckbau. Im Vorhof des Quelltempels befindet sich ein Brunnen, aus dem das Wasser der Quelle hervortritt. Vom Vorhof wird auch heute noch das Wasser der Tassiloquelle in das Gesundheitszentrum geleitet. Der Tassilo-Quelltempel ist frei zugänglich und kann jederzeit besichtigt werden.
In naher Umgebung des Tempels wurde 1855 nach den Plänen des Wiener Architekten Paul Sprenger das Kur- und Badehaus errichtet. Die umliegende Grünfläche wurde 1857 nach der Umgestaltung durch den Stiftsgärtner Runkel aus Kremsmünster als Kurpark eröffnet. In der zweiten Hälfte des 19. Jahrhunderts fanden Erweiterungen des alten Badehauses sowie des angrenzenden Kurparks statt. Die im Jahre 1873 errichtete Trinkhalle wurde 1925 und 1926 durch Clemens Holzmeister umgestaltet und erweitert. Der Kurpark, der in den Jahren 1875 und 1899 sowie im 20. Jahrhundert ebenfalls Umbauten erfuhr, ist von mehreren Villen aus der zweiten Hälfte des 19. Jahrhunderts und dem frühen 20. Jahrhundert umgeben. Im Südosten legte Josef Hermann Hillischer in den Jahren 1900 bis 1902 den J.-N.-Hauser-Park an.